# جوكنك (الريف الشرقي)
جوكنك (بالفارسية: جوکنک) هي منطقة سكنية تقع في إيران في قسم الريف الشرقي الريفي. يقدر عدد سكانها بـ 309 نسمة بحسب إحصاء 2016.